# Alain Ferté
Pour les personnes ayant le même patronyme, voir Ferté.
 (janvier 2023).
Si vous disposez d'ouvrages ou d'articles de référence ou si vous connaissez des sites web de qualité traitant du thème abordé ici, merci de compléter l'article en donnant les références utiles à sa vérifiabilité et en les liant à la section « Notes et références ».
Alain Ferté, né le 8 octobre 1955 à Falaise (Calvados), est un pilote automobile français surnommé « Le Normand » dans le milieu. 

## Biographie

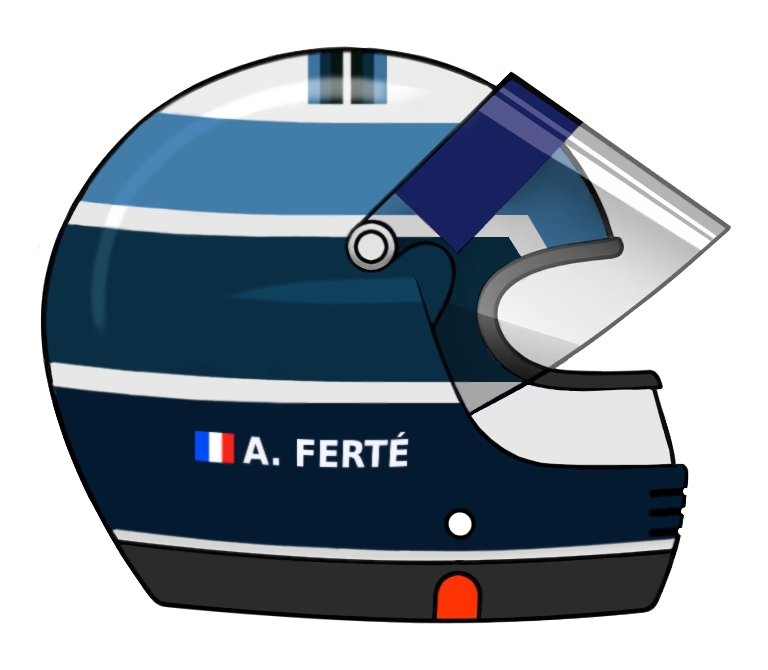

Alain Ferté est le frère de Michel Ferté. La passion de la course automobile leur a été transmise par leur père, Serge.
Dès son plus jeune âge, Alain Ferté court en karting. En quatre saisons, il devient champion de Normandie. Il participe ensuite deux fois au championnat d’Europe Junior où il se retrouve en compétition face à d’autres futurs grands noms de l’automobile, comme Claude Perrin, Patrick Terreaux et surtout Alain Prost.
Le Falaisien débute ensuite en sport automobile par la course de côte, avec une Simca 1000 Rallye 2 d’occasion comme première monture.
En 1977, il gagne le Volant Elf à Magny-Cours.
En 1978, il se retrouve ainsi au départ du championnat de France de Formule Renault. Il connaît alors une première saison tumultueuse mais va cependant réussir par se faire remarquer par Marc Cerneau, le patron de BP, qui l’engage pour la saison suivante.
En 1979, Alain Ferté remporte le Championnat de France de Formule Renault sous les couleurs de BP au volant d’une Martini-Renault, avec son père comme mécanicien.
En 1980, il passe en Championnat de France de Formule 3 qu’il remporte dès sa première saison, au volant d’une Martini MK27 Renault.
En 1981, Alain Ferté est toujours pilote BP avec une Martini, mais intégré à l’équipe Oreca d’Hugues de Chaunac, aux côtés de Philippe Alliot et de Jean-Louis Schlesser. Cette année-là, la March813-Alfa Romeo/Novamotor du team Euroracing du pilote Italien Mauro Baldi est plus régulière que les monoplaces françaises. La saison suivante sera identique face à la March101-Alfa Romeo/Novamotor du pilote argentin Oscar Larrauri. Alain Ferté réussit quand même à remporter le célèbre Grand Prix de Monaco à deux reprises au volant d’une Martini-Alfa Romeo, en 1981 et en 1982, grâce à l’empattement plus court de sa voiture, ce qui fût un avantage sur ce circuit urbain.
En 1982, pour des raisons financières, Alain Ferté passe sous les couleurs Marlboro. Il finit troisième du championnat d’Europe de Formule 3.
Après avoir couru en F3 puis en Supertourisme, le Normand roule en Formule 2, puis en Formule 3000. Hélas, ses années passées dans ces deux championnats n’ont pas été à la hauteur de son talent faute de sponsor et il n’a jamais pu arriver en Formule 1 par manque de budget.
En endurance, il participe quatorze fois aux très célèbres 24 Heures du Mans, sa première participation remontant à 1983 avec une Rondeau M482 en compagnie de son frère Michel et de Jean Rondeau lui-même. C’est une expérience qu’il qualifie de moment exceptionnel car c’était un rêve d’enfant qui se réalisait. L’appel téléphonique de Jean Rondeau pour disputer cette course est le meilleur souvenir de sa carrière. Les trois pilotes de l’ouest avaient alors abandonné après 13 heures de course sur un souci moteur.
En 1986 sur la Porsche 956 du Team Brun Motorsport engagée par le groupe Blanchet Locatop, il pilote aux côtés des Belges Thierry Boutsen et Didier Theys.
En 1987, il connaît son premier engagement semi-officiel pour un constructeur, avec la Nissan R86V, aux côtés de Patrick Gonin et Anders Olofsson. Ils abandonnent au Mans sur accident.
En 1988, il remporte avec Andy Rouse le RAC Tourist Trophy à Silverstone sur une Ford Sierra RS500. De plus, il remplace Armin Hahne en DTM et gagne deux fois au Nürburgring et au Norisring.
En 1989, il s’engage avec Jaguar du Tom Walkinshaw Racing, ce qui représente un tournant dans sa carrière. Avec l’équipe anglaise, il réalise le record du tour aux 24 Heures du Mans et atteint les 400 km/h dans la ligne droite des Hunaudières au volant de la Jaguar XJR-9. Parallèlement, Alain Ferté apparaît aux championnats de France et d’Europe de Tourisme au volant d’une Ford Cosworth mais aussi en DTM.
En 1990, il abandonne dans la Sarthe après 14 heures de course avec la XJ-12 N°1 qu’il partage avec les pilotes anglais Martin Brundle et David Leslie sur un souci de pompe à eau, mais gagne les 500 kilomètres de Silverstone.
En 1991, avec Sauber-Mercedes, Alain Ferté a failli remporter les 24 Heures du Mans, ses équipiers et lui ayant alors passé 21 heures en tête, avant d'abandonner à trois heures de l'arrivée sur casse moteur. Ce fut la plus grande déception de sa carrière. Cette année là, Alain Ferté dispute également la saison de DTM avec une Opel Omega 3000 Evo 500 de l’équipe Eggenberger Motorsport.
En 1992, il s’engage en Spider 905 European Cup. Lors de la manche de Monza, il rencontre Jean Todt (alors patron de Peugeot Sport) qui lui dit qu’il veut le voir le lundi matin suivant au siège de Peugeot, Avenue de la Grande-Armée à Paris. Todt lui propose alors de disputer les 24 Heures du Mans pour Peugeot. Cette nouvelle participation à la plus prestigieuse course d’endurance n’est hélas pas couronnée de succès puisque la 905 n°31 qu’il partage avec Eric Van de Poele et Karl Wendlinger ne voit pas l’arrivée.
En 1994, Alain Ferté termine deuxième des 24 Heures de Spa. Cette même année, il décroche la pole position des 24 Heures du Mans avec la Courage. Hélas, il ne pourra pas concrétiser en course, sa voiture étant contrainte à l’abandon. Cette année-là, il a également failli gagner le championnat d’Espagne Tourisme avec la BMW de Teo Martin. C’est au cours de ce championnat qu’il fait connaissance et sympathise avec le manager de l’équipe Fina Supertruck. Plus tard, ils rencontrent ensemble le patron de Daf au Salon d’Amsterdam. Alain Ferté se retrouve par la suite à Zolder au volant d’un camion. C’est ainsi qu’après sa belle carrière en sport auto, Alain devient en 1998 pilote de course de camions. Lors de sa première saison, il marque 83 points. Il quitte le constructeur néerlandais DAF, avec lequel il a débuté et obtenu une place de vice-champion d'Europe catégorie Super-Race-Trucks en 1999, pour rejoindre le constructeur allemand MAN en 2000 et 2001, avant d'arriver chez le constructeur tchèque Tatra en 2002.
Onze années après sa dernière participation aux 24 Heures du Mans en 1997, Alain Ferté est de retour en 2008 dans l'épreuve sarthoise au sein de l'écurie monégasque JMB Racing de Jean-Michel Bouresche. Il prend alors le volant de la Ferrari F430 GT no 99 et termine en 25e position. Il revient une quatorzième et dernière fois au Mans quatre ans plus tard, en 2012, avec la même équipe, au volant de la Ferrari 458 Italia GTC no 83, avec laquelle il arrivera en 32e position.
En 2016, Alain Ferté, en compagnie de son ami Philippe Illiano et du pilote espagnol Ander Vilariño, remporte le Championnat VdeV en catégorie Endurance Proto CN qui regroupe des Sport-prototypes limités à 2 000 cm3, avec la Norma M20 FC/TFT no 2. Ils signent quatre victoires dans la saison, en Espagne sur le Circuit de Catalunya, puis au Mans et à Magny-Cours. En 2017, ils conserveront leur titre dans la même catégorie.
Durant sa carrière, Alain Ferté a également participé à des courses de GT pendant de nombreuses années, conduisant des supercars telles que la Porsche 911 GT1, la SARD MC8R basée sur la Toyota MR2 et la Maserati MC12 GT1. En 2016, le retour d’Alain Ferté sur les plateaux de GT s’est concrétisé par une victoire aux 24 Heures de Dubaï au sein du Belgian Audi Club Team WRT. Les 14 et 15 janvier 2021, il remporte de nouveau les 24 Heures de Dubaï au volant de la Porsche 911 GT3 R no 83 du GPX Racing qu’il partage avec Julien Andlauer, Frédéric Fatien, Mathieu Jaminet et Axcil Jefferies. Parallèlement, le vétéran Normand se frotte aussi aux jeunes pilotes GT4 European Series.
Enfin, depuis 2003, Alain Ferté est également un pilier des courses de Fun Cup en France.
En 2020, il participe amicalement aux Classic Days sur le circuit de Magny-Cours.
Ces dernières années Alain Ferté est par ailleurs devenu coach et observateur du jeune pilote nordiste Grégoire Demoustier. Il l’aide depuis ses débuts à 16 ans, notamment sur le Trophée Andros et en Formule BMW. Les deux pilotes français roulent même ensemble en GT4 European Series avec une Porsche Cayman Clubsport MR GT4/Energy by ART. Le Normand continue de guider et de conseiller le jeune pilote en Rallycross, engagé au sein du Sébastien Loeb Racing, pendant et après les courses, en analysant ensemble les vidéos par exemple.

La Rondeau M482 pilotée par Jean Rondeau et les frères Ferté aux 24 Heures du Mans 1983
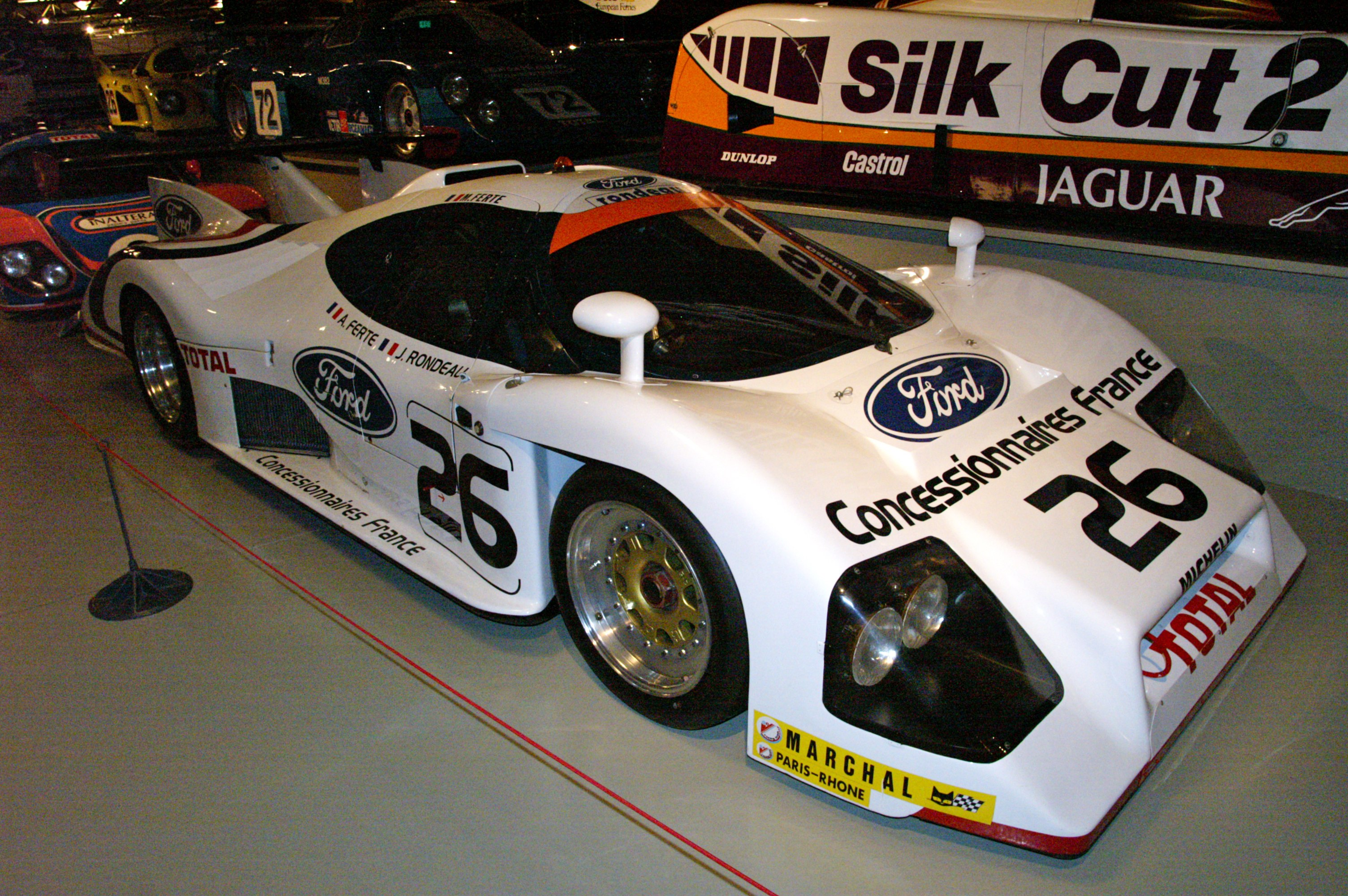
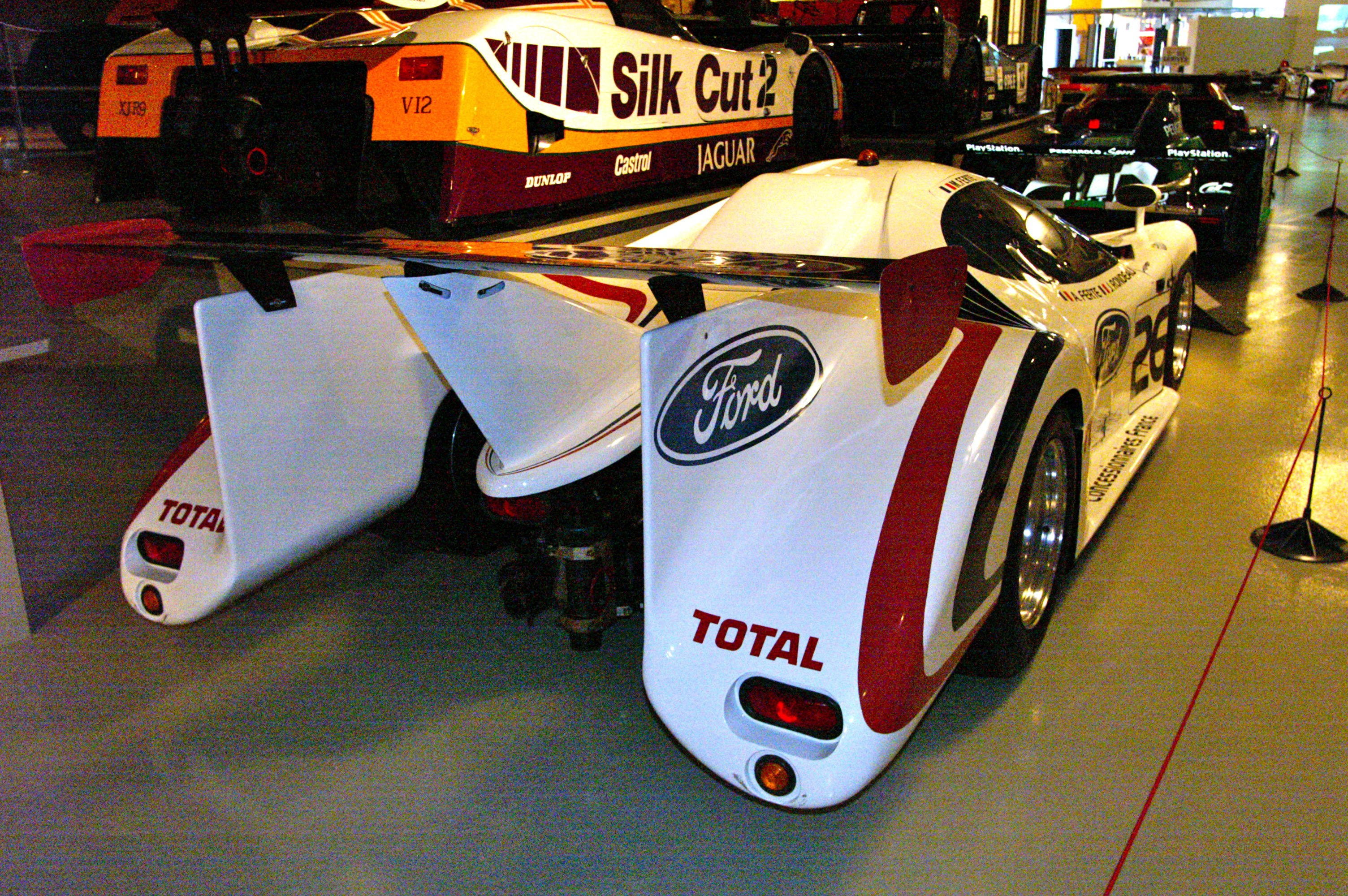

La Courage C32LM d’Alain Ferté, Henri Pescarolo et Franck Lagorce lors des 24 Heures du Mans 1994
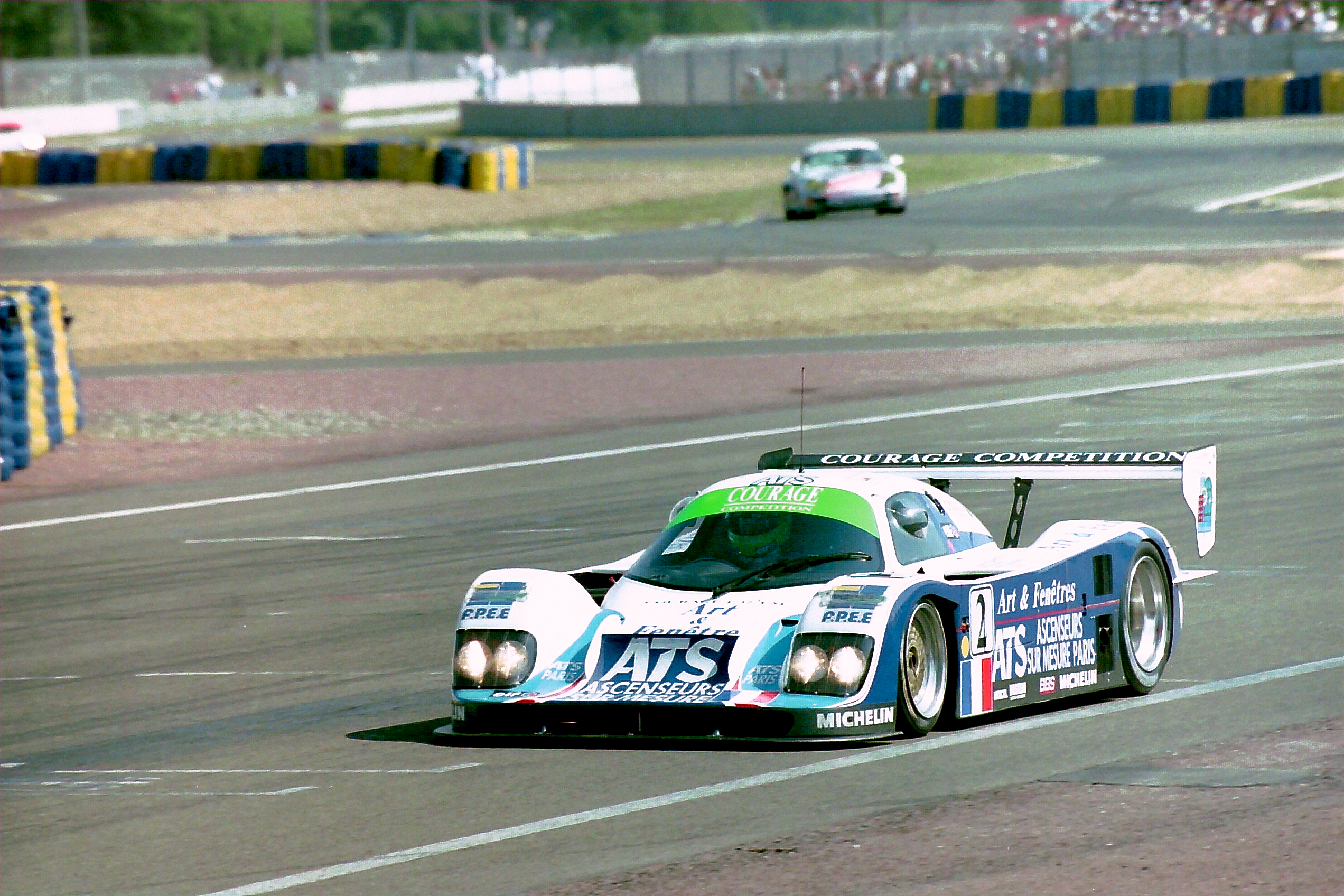
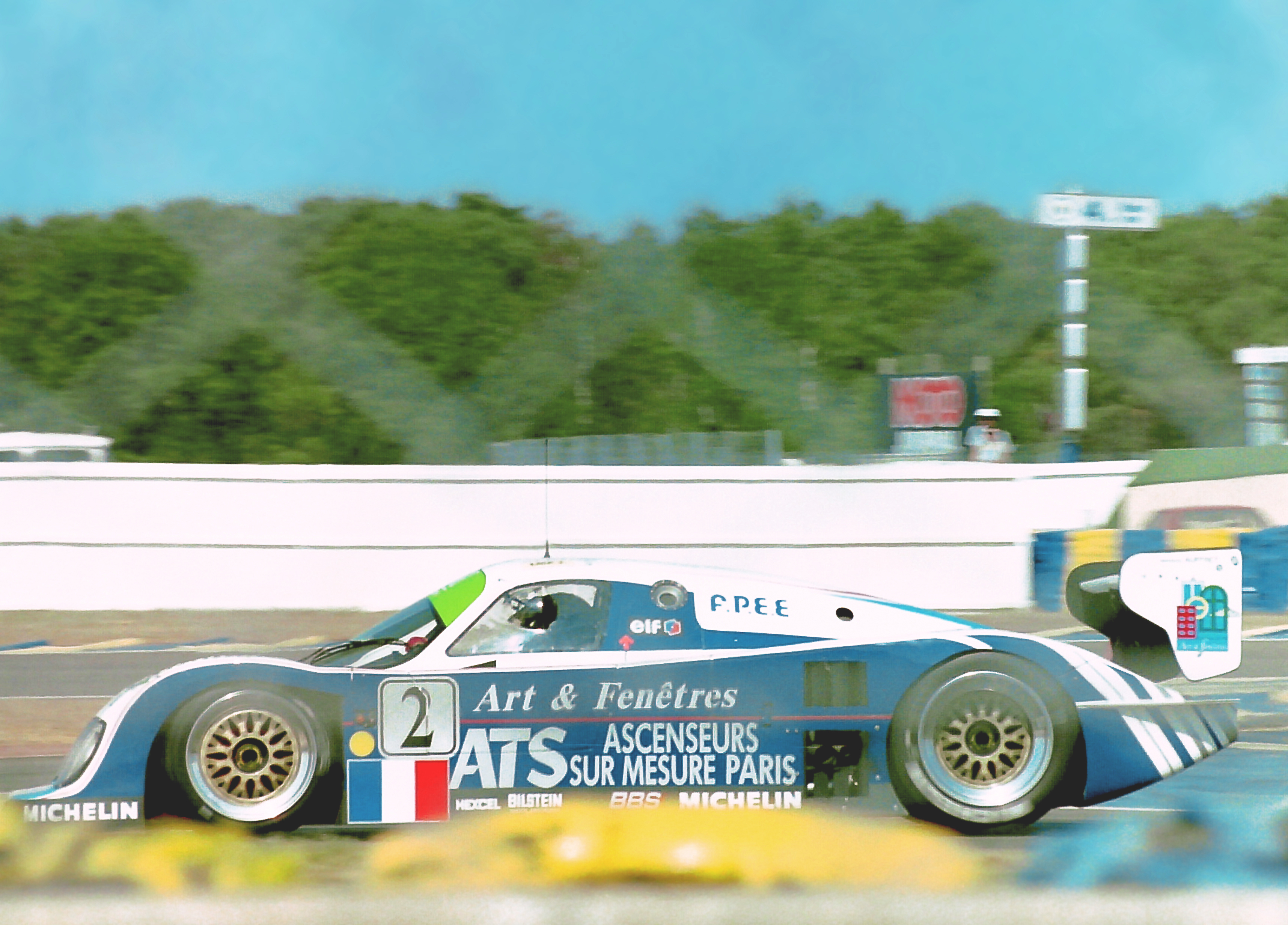
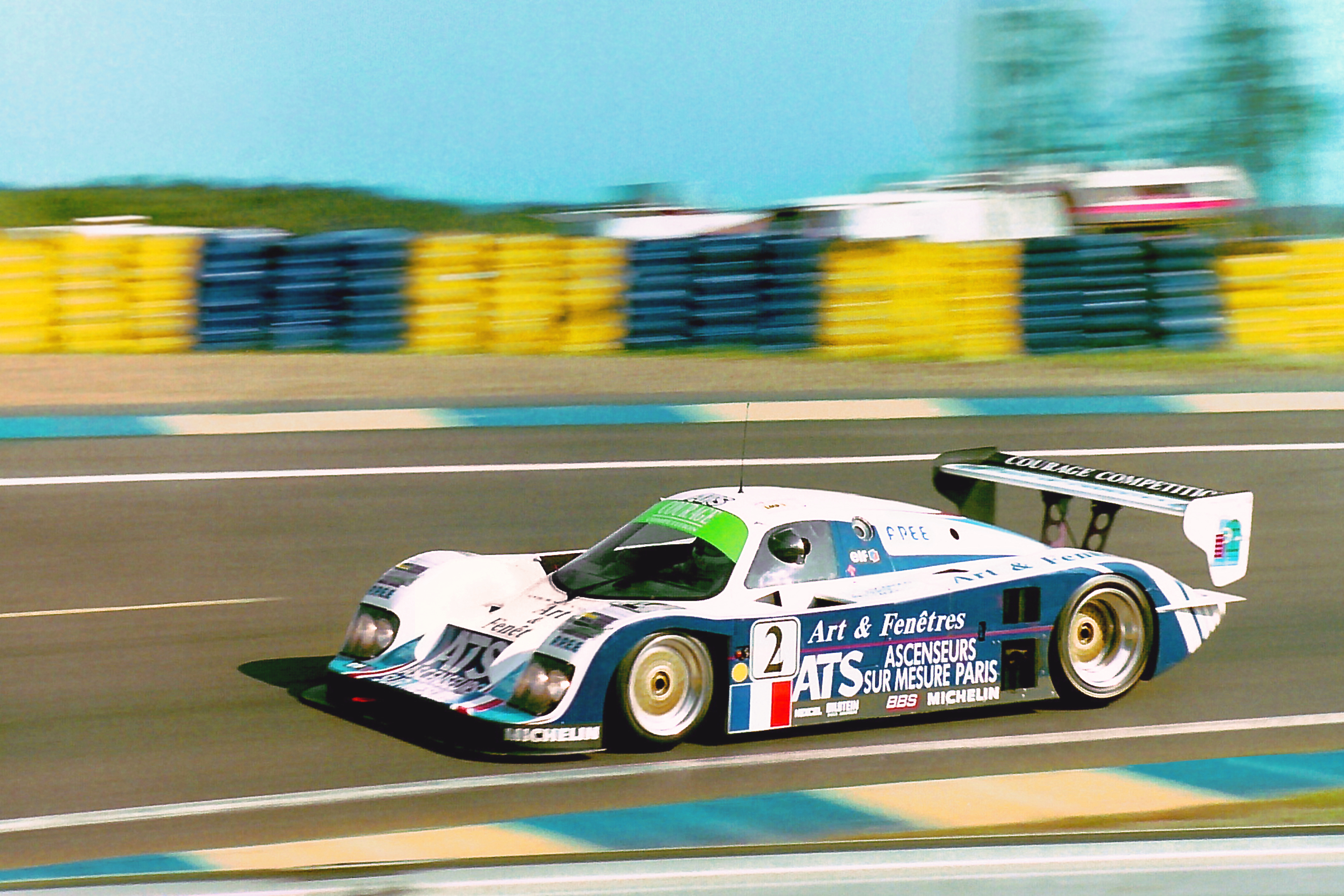
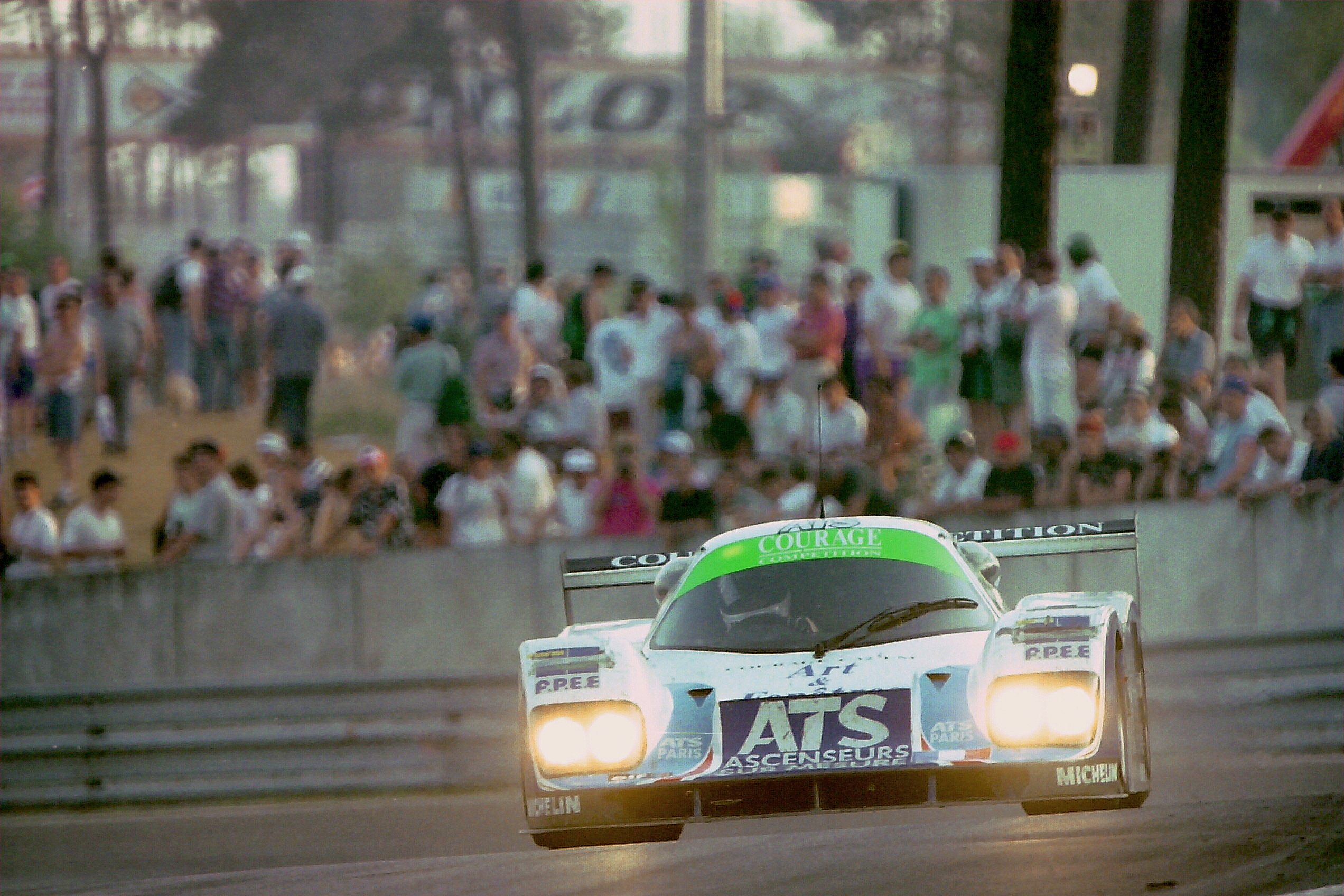

La Porsche 911 GT1 d'Alain Ferté, Olivier Thévenin et Jurgen von Gartzen lors des 24 Heures du Mans 1997
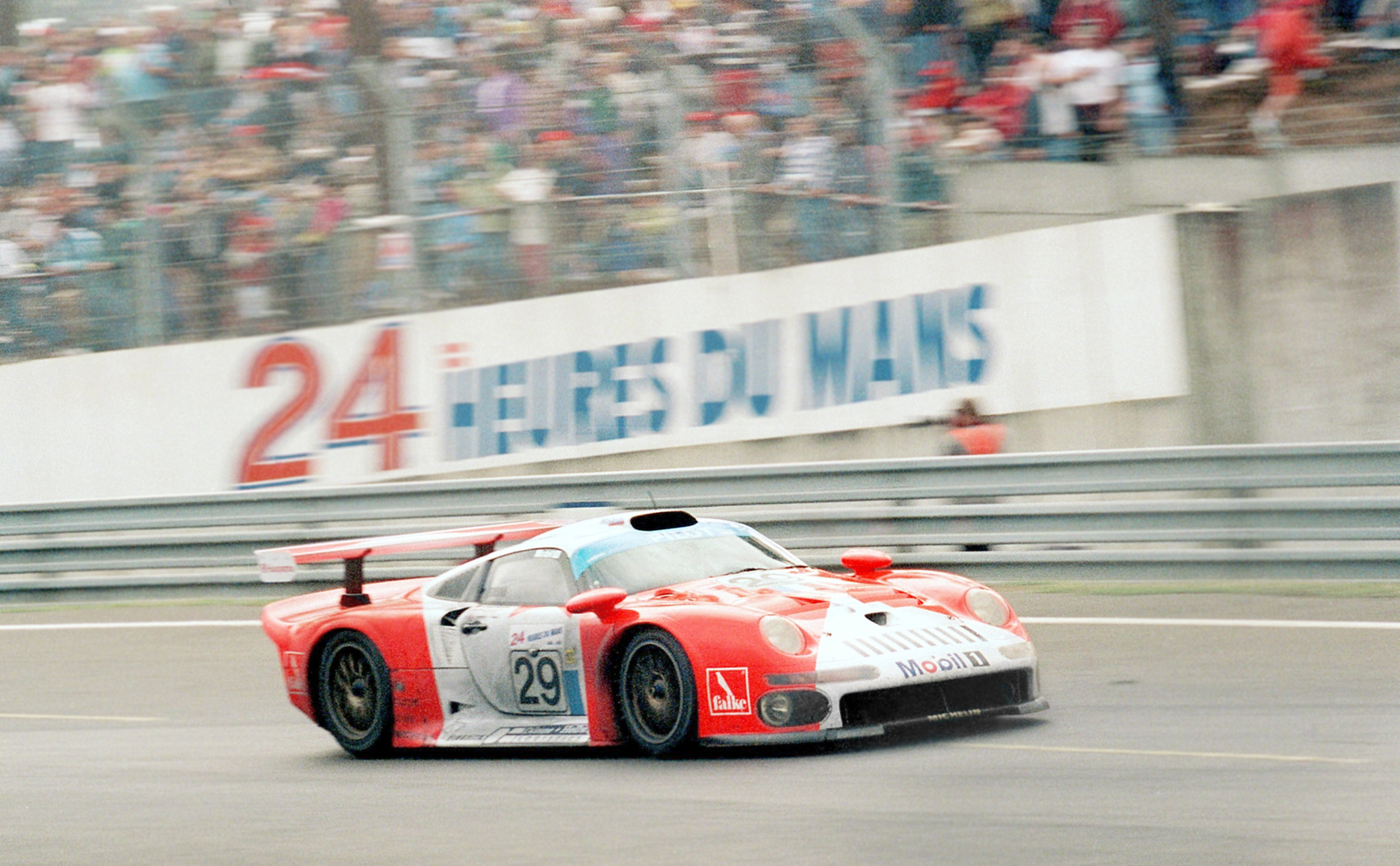
La Porsche 911 GT1 d'Alain Ferté…
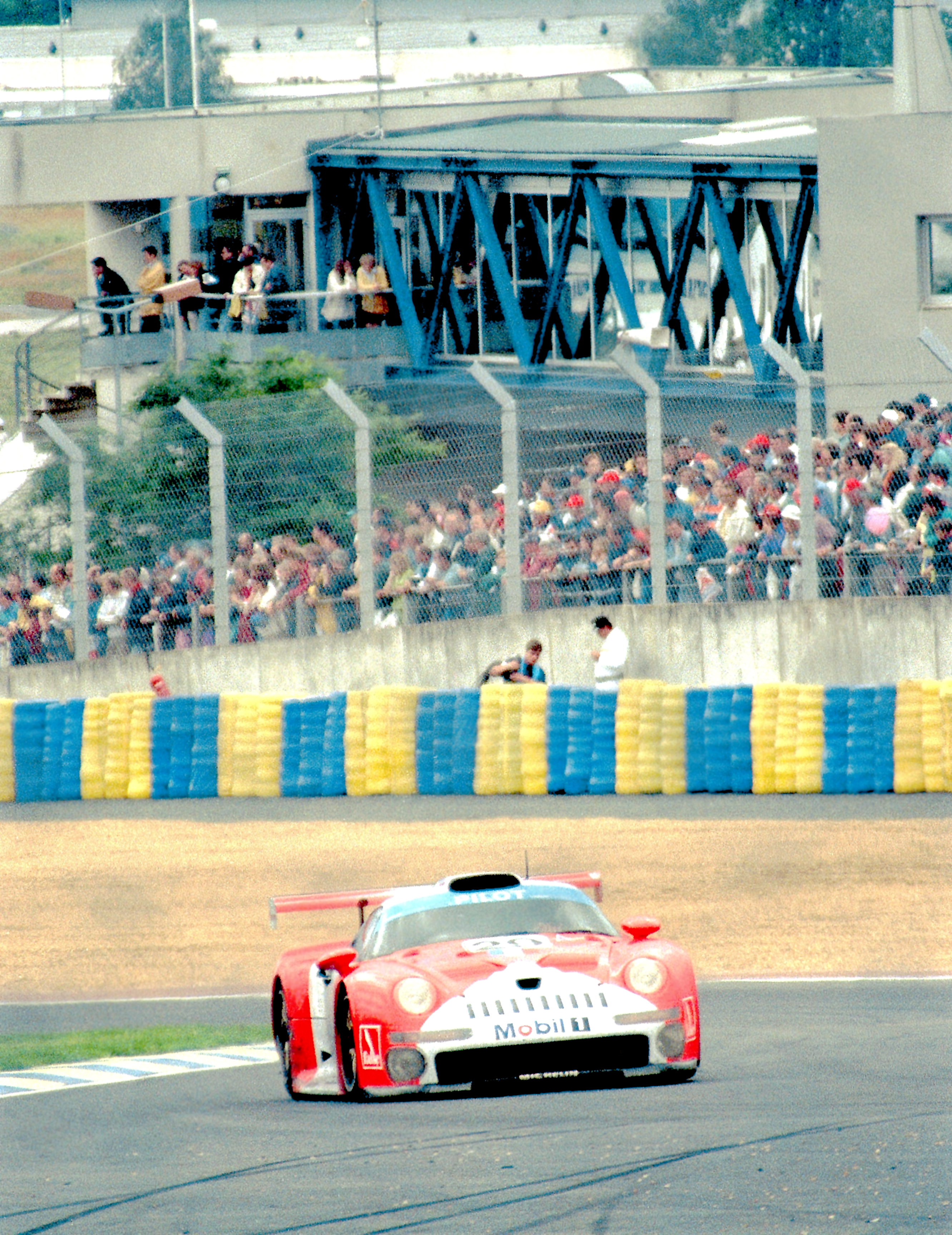
… entre dans la chicane Dunlop.

La Ferrari 458 Italia de l'équipe JMB Racing, pilotée par Philippe Illiano, Alain Ferté et Manuel Rodrigues lors des 24 Heures du Mans 2012
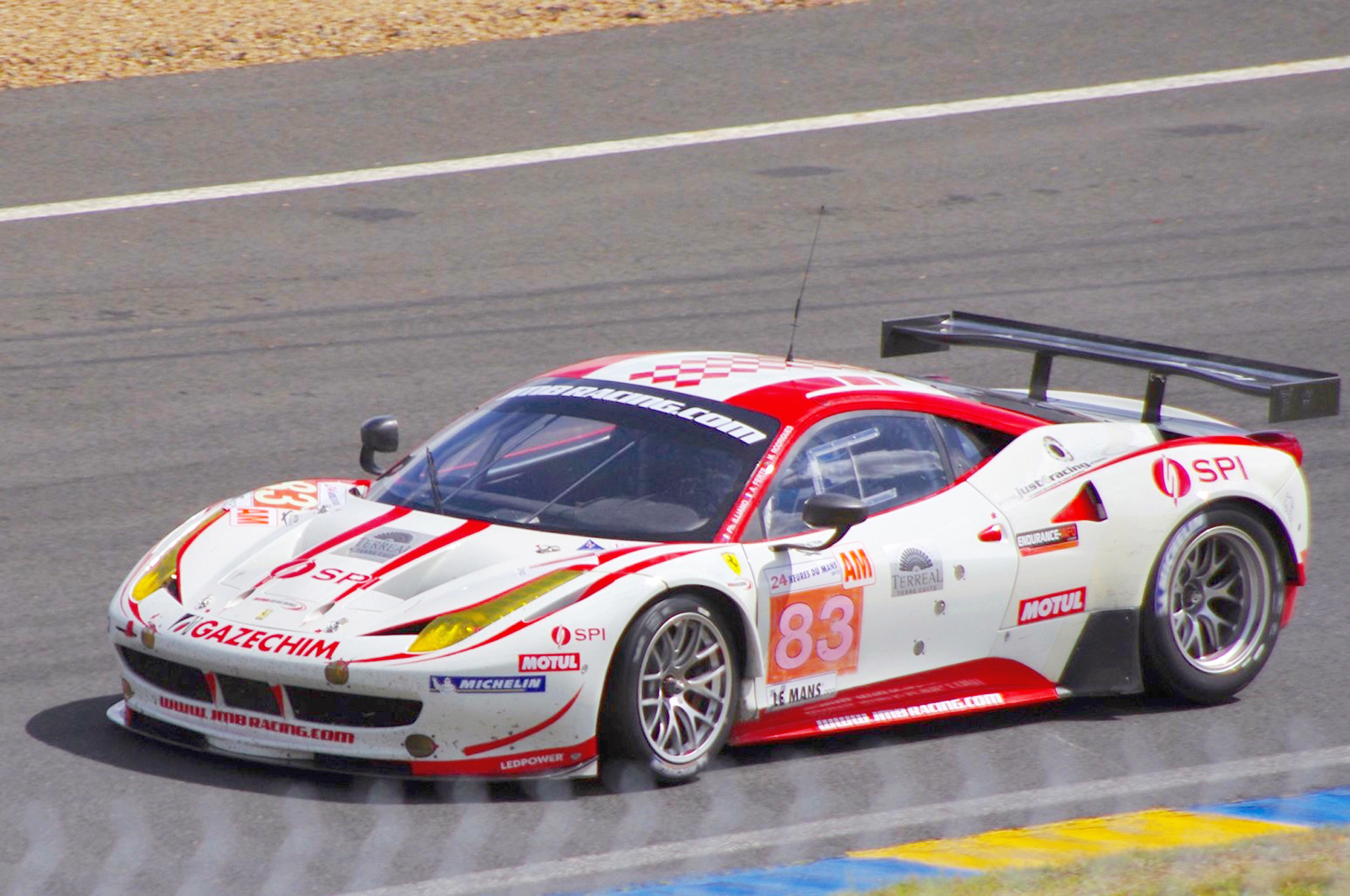
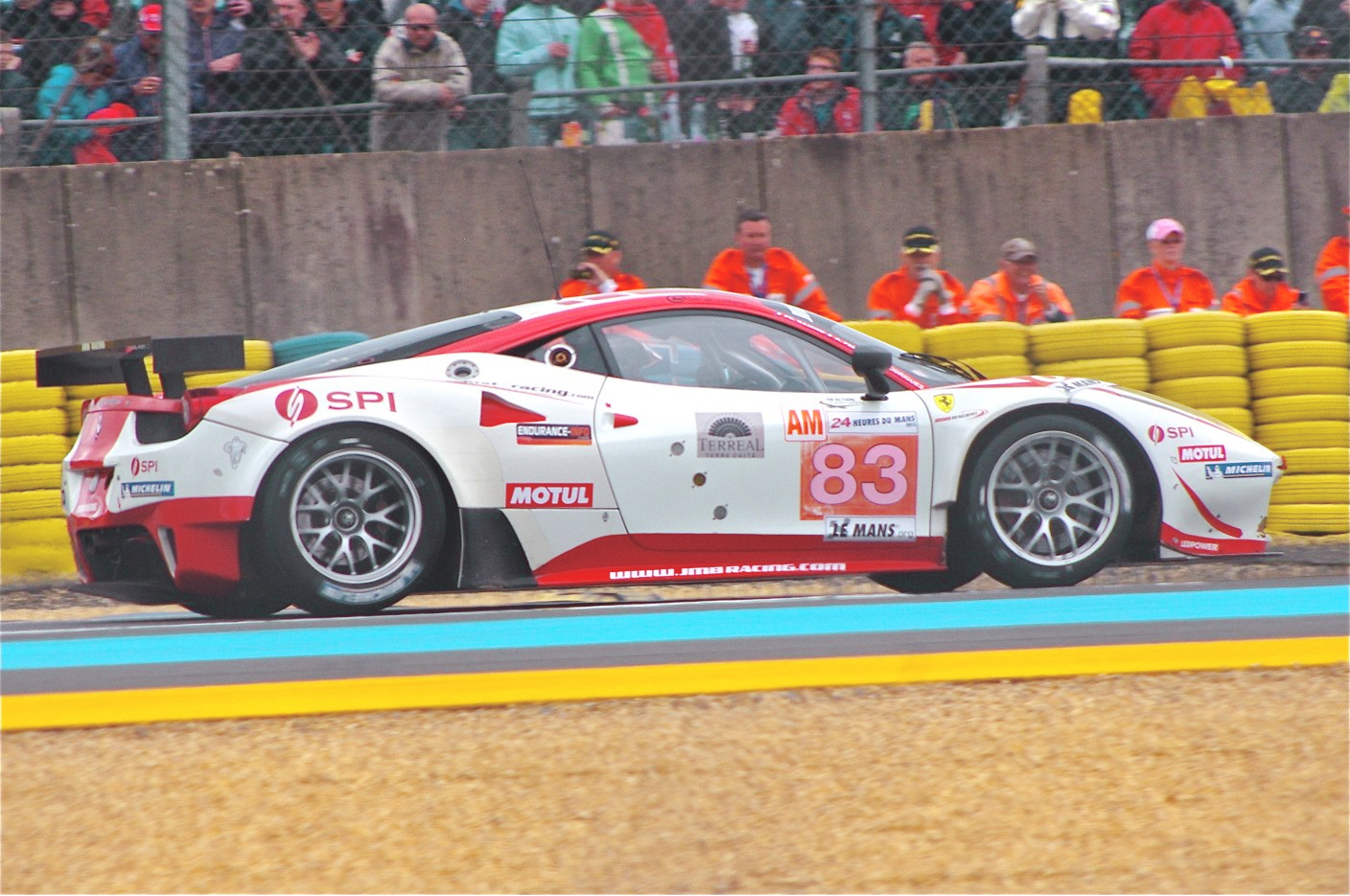

## Résultats en Championnat d'Europe de Formule 2
(Légende) (Les courses en gras indiquent la pole position ; les courses en italique indiquent le meilleur tour en course.)
| Année | Équipe                 | Chassis     | Moteur | 1       | 2      | 3      | 4     | 5      | 6       | 7     | 8       | 9       | 10  | 11  | 12  | 13  | Pos | Pts |
| ----- | ---------------------- | ----------- | ------ | ------- | ------ | ------ | ----- | ------ | ------- | ----- | ------- | ------- | --- | --- | --- | --- | --- | --- |
| 1982  | Maurer Motorsport (en) | Maurer MM82 | BMW    | SIL     | HOC    | THR    | NÜR   | MUG    | VAL     | PAU   | SPA     | HOC Ret | DON | MAN | PER | MIS | NC  | 0   |
| 1983  | Maurer Motorsport (en) | Maurer MM83 | BMW    | SIL Ret | THR 14 | HOC 12 | NÜR 5 | VAL 14 | PAU DSQ | JAR 5 | DON Ret | MIS     | PER | ZOL | MUG |     | 14e | 4   |
| 1984  | Martini Racing/Oreca   | Martini 002 | BMW    | SIL     | HOC    | THR    | VAL   | MUG    | PAU 5   | HOC   | MIS     | PER     | DON | BRH |     |     | 14e | 2   |

## Résultats en Formule Internationale 3000
(Légende) (Les courses en gras indiquent la pole position ; les courses en italique indiquent le meilleur tour en course.)
| Année | Équipe            | Chassis     | Moteur   | 1      | 2       | 3       | 4      | 5       | 6       | 7        | 8        | 9            | 10      | 11      | 12    | Pos. | Pts |
| ----- | ----------------- | ----------- | -------- | ------ | ------- | ------- | ------ | ------- | ------- | -------- | -------- | ------------ | ------- | ------- | ----- | ---- | --- |
| 1985  | Lola Motorsport   | Lola T950   | Cosworth | SIL 8  | THR 12  | EST 7   | NÜR C  | VAL Ret |         |          |          |              |         |         |       | 9e   | 10  |
| 1985  | Corbari Italia    | March 85B   | Cosworth |        |         |         |        |         | PAU Ret | SPA 2    | DIJ 4    | PER          | ÖST     | ZAN     |       | 9e   | 10  |
| 1985  | Equipe Oreca      | March 85B   | Cosworth |        |         |         |        |         |         |          |          |              |         |         | DON 6 | 9e   | 10  |
| 1986  | ITI 3000          | March 86B   | Cosworth | SIL 13 | VAL Ret | PAU Ret | SPA 14 | IMO 3   | MUG 7   | PER 18   | ÖST      |              |         |         |       | 14e  | 4   |
| 1986  | Oreca Motorsport  | March 86B   | Cosworth |        |         |         |        |         |         |          |          | BIR (en) Ret |         |         |       | 14e  | 4   |
| 1986  | Equipe Danielson  | AGS JH20B   | Cosworth |        |         |         |        |         |         |          |          |              | BUG Ret | JAR Ret |       | 14e  | 4   |
| 1987  | First Racing (en) | March 87B   | Cosworth | SIL    | VAL     | SPA     | PAU    | DON     | PER     | BRH      | BIR (en) | IMO          | BUG Ret | JAR     |       | NC   | 0   |
| 1988  | First Racing (en) | March 88B   | Judd     | JER    | VAL     | PAU     | SIL    | MNZ     | PER     | BRH      | BIR (en) | BUG 12       | ZOL     | DIJ     |       | NC   | 0   |
| 1989  | CoBRa Motorsport  | Reynard 89D | Cosworth | SIL    | VAL 6   | PAU 5   | JER    | PER     | BRH     | BIR (en) | SPA Ret  | BUG Ret      | DIJ 13  |         |       | 16e  | 3   |

## Résultats aux 24 Heures du Mans
| Année | Équipe                                | Copilotes                           | Voiture                         | Catégorie | Tours | Pos. | Class Pos. |
| ----- | ------------------------------------- | ----------------------------------- | ------------------------------- | --------- | ----- | ---- | ---------- |
| 1983  | Ford France                           | Jean Rondeau Michel Ferté           | Rondeau M482-Ford Cosworth      | C         | 90    | DNF  | DNF        |
| 1984  | McCormack and Dodge                   | Jim Mullen Walt Bohren              | Rondeau M482-Ford Cosworth      | C1        | 293   | 13e  | 10e        |
| 1986  | Brun Motorsport                       | Thierry Boutsen Didier Theys        | Porsche 956                     | C1        | 89    | DNF  | DNF        |
| 1987  | Italya Sports                         | Anders Olofsson Patrick Gonin       | Nissan R86V                     | C1        | 86    | DNF  | DNF        |
| 1989  | Silk Cut Jaguar Tom Walkinshaw Racing | Michel Ferté Eliseo Salazar         | Jaguar XJR-9LM                  | C1        | 368   | 8e   | 7e         |
| 1990  | Silk Cut Jaguar Tom Walkinshaw Racing | Martin Brundle David Leslie         | Jaguar XJR-12                   | C1        | 220   | DNF  | DNF        |
| 1991  | Team Sauber Mercedes                  | Jean-Louis Schlesser Jochen Mass    | Mercedes-Benz C11               | C2        | 319   | DNF  | DNF        |
| 1992  | Peugeot Talbot Sport                  | Karl Wendlinger Eric van de Poele   | Peugeot 905 Evo 1B              | C1        | 208   | DNF  | DNF        |
| 1994  | Courage Compétition                   | Henri Pescarolo Franck Lagorce      | Courage C32LM-Porsche           | LMP1 C90  | 142   | DNF  | DNF        |
| 1995  | SARD Co. Ltd.                         | Kenny Acheson Tomiko Yoshikawa      | SARD MC8-R-Toyota 4.0L Turbo V8 | GT1       | 14    | DNF  | DNF        |
| 1996  | Team Menicon SARD Co. Ltd.            | Mauro Martini Pascal Fabre          | SARD MC8-R-Toyota 4.0L Turbo V8 | GT1       | 256   | 24e  | 15e        |
| 1997  | JB Racing                             | Jürgen von Gartzen Olivier Thévenin | Porsche 911 GT1                 | GT1       | 236   | DNF  | DNF        |
| 2008  | JMB Racing Aucott Racing              | Ben Aucott Stéphane Daoudi          | Ferrari F430 GT2                | GT2       | 312   | 25e  | 4e         |
| 2012  | JMB Racing                            | Philippe Illiano Manuel Rodrigues   | Ferrari 458 Italia GTC          | GTE Am    | 292   | 32e  | 7e         |